# راکول اکس‌اف‌وی-۱۲
راکول ایکس‌اف‌وی-۱۲ (به انگلیسی: Rockwell XFV-12) یک هواپیمای ساختِ کارخانهٔ راکول اینترنشنال در کشور ایالات متحده آمریکا است. نخستین استفاده‌کنندهٔ این هواپیما نیروی دریایی ایالات متحده آمریکا بوده‌است.